# Питерсбург (Западна Вирџинија)
Питерсбург (енгл. Petersburg) град је у америчкој савезној држави Западна Вирџинија.

## Демографија
По попису из 2010. године број становника је 2.467, што је 44 (1,8%) становника више него 2000. године.
| Група             | 2000.         | 2010.         |
| Белци             | 2.343 (96,7%) | 2.303 (93,4%) |
| Афроамериканци    | 38 (1,6%)     | 50 (2,0%)     |
| Азијати           | 4 (0,2%)      | 6 (0,2%)      |
| Хиспаноамериканци | 19 (0,8%)     | 85 (3,4%)     |
| Укупно            | 2.423         | 2.467         |